# La meva vida en ruïnes
La meva vida en ruïnes (títol original en anglès: My Life in Ruins) és una comèdia romàntica del 2009 situada entre les ruïnes de l'antiga Grècia, protagonitzada per Nia Vardalos, Richard Dreyfuss, Alexis Georgoulis, Rachel Dratch, Harland Williams i el comediant i imitador britànic Alistair McGowan. La protagonista de la pel·lícula és una guia turística. La seva vida pren un desviament de personal, mentre que el seu grup viu un seguit de situacions còmiques entre les ruïnes, amb una sèrie de parades inesperades pel camí.

## Argument
La Geòrgia (Nia Vardalos) és una guia que està liderant una viatge per Grècia amb un grup variat de turistes inadaptats que prefereixen comprar-se una samarreta que conèixer la història i la cultura de la regió. En un xoc de personalitats i cultures, tot sembla anar malament fins que un dia l'Irv Gordon (Richard Dreyfuss) mostra la seva manera de divertir-se i es fixa en l'última persona que s'hauria pogut imaginar: el seu conductor de l'autobús grec (Alexis Georgoulis).

## Desenvolupament
El guió és original de Mike Reiss (Els Simpson, The Simpsons Movie), basat en les seves experiències de viatge, però després va ser reescrit per Nia Vardalos (My Big Fat Greek Wedding) després d'involucrar-se. La pel·lícula va ser coproduïda per Gary Goetzman i Tom Hanks, i fou dirigida per Donald Petrie.

## El rodatge
La pel·lícula es desenvolupa a Grècia i a Alacant, incloent el Castell de Guadalest i Xàbia. Aquesta va ser la primera vegada que un estudi de cinema dels Estats Units va ser autoritzat per filmar-se a l'Acròpoli. El govern grec va donar l'estudi de la seva aprovació després que Vardalos demanés permís per filmar-hi diverses escenes.